# Білицька міська лікарня
Білицька міська лікарня

## Історія
Заснована в 1954 р. Розміщена в типовому лікарняному містечку. 1960 р. мала поліклінику і стаціонарні відділення - терапевтичне, хірургічне, гінекологічне,дитяче і інфекційне - 175 лікарняних ліжок. В 1967 р. до Білицької міської лікарні приєднали Водянську  селищну лікарню, яка відкрита під час будівництва шахти "Водяна-1", мала лікарську медамбулаторію і стаціонар на 30 ліжок терапія. Лікарню від часу заснування до 1966 р. очолював П О Мельник, який потім став головним лікарем Біліцької міської лікарні. В селищі Водянському залишилась лікарська медамбулаторія.
З 1966 р до 1 липня 1974 р Біліцька міська лікарня виконувала функції  центральної районної лікарні відновленного Добропільського району Їй були підпорядкованні дільнічі лікарні  сіл Добропілля Криворіжжя, Золотого Колодяззя і Октябрского.
У 1982 р. Біліцька міська лікарня  мала 170 лікарняних ліжок, у 2000 р. 65, у 2008 р -35.
Головними лікарями лікарні були : Г Б Понанський, Д Л Яструбинецька, П О Мельник, В Я Шевченко, С Л Овчинников. Нині лікарню очолює С М Сулім.